# Convoi HX 48
Le convoi HX 48 est un convoi passant dans l'Atlantique nord, pendant la Seconde Guerre mondiale. Il part de Halifax au Canada le 5 juin 1940 pour différents ports du Royaume-Uni et de la France. Il arrive à Liverpool le 20 juin 1940.

## Composition du convoi
Ce convoi est constitué de 38 cargos :
- Royaume-Uni : 28 cargos
- Panama : 2 cargos
- Roumanie : 1 cargo
- Norvège : 3 cargos
- Pays-Bas : 1 cargo
- Danemark : 1 cargo
- Grèce : 2 cargos

13 cargos viennent d'un convoi provenant des Bermudes.

## L'escorte
Ce convoi est escorté en début de parcours par :
- Un destroyers canadien : NCSM Saguenay
- Un navire océanographique canadien : CSS Acadia
- Un croiseur auxiliaire britannique : SS Ranpura (en)

## Le voyage
Les deux navires canadiens font demi tour le 6 juin. Le SS Ranpura reste jusqu'au 16 juin. L'escorte varie ensuite à l'arrivée.
| Navire             | Date du début de l'escorte | Date de fin de l'escorte |
| ------------------ | -------------------------- | ------------------------ |
| HMS Volunteer      | 16 juin 1940               | 19 juin 1940             |
| HMS Gladiolus (en) | 17 juin 1940               | 20 juin 1940             |

Le convoi arrive sans problème.